# Himantura dalyensis
Himantura dalyensis  (лат.) — малоизученный вид рода хвостоколов из семейства хвостоко́ловых отряда хвостоколообразных надотряда скатов. Они обитают в речных системах северной части Австралии. Максимальная зарегистрированная ширина диска 124 см. Грудные плавники этих скатов срастаются с головой, образуя овальный диск, ширина которого уступает длине. Рыло заострённое. Хвост длиннее диска. Кожные кили на хвостовом стебле отсутствуют. Окраска дорсальной поверхности диска ровного коричневого цвета.
Подобно прочим хвостоколообразным Himantura dalyensis размножаются яйцеживорождением. Эмбрионы развиваются в утробе матери, питаясь желтком и гистотрофом. Рацион этих скатов состоит в основном из ракообразных и мелких рыб. Не являются объектом коммерческого промысла, вид страдает от ухудшения условий среды обитания.

## Таксономия и филогенез
Поимка первого экземпляра Himantura dalyensis была зарегистрирована в 1989 году в ходе научной экспедиции по реке Дали (река), по названию которой и был дан видовой эпитет. Многие авторы рассматривали его как субпопуляцию Dasyatis fluviorum или идентифицировали его с Himantura chaophraya. Морфологические и филогенетические молекулярные исследования показали различия между этими двумя видами, и в 2008 году он был научно описан как самостоятельный вид.. Голотип представляет собой неполовозрелого самца с диском шириной 62 см, пойманного в речной системе Западной Австралии. Паратипы: неполовозрелые самцы с диском шириной 38—88 см, пойманные в реке Дали.

## Ареал и места обитания
Himantura dalyensis распространены в пресных и солоноватых водах Австралии, в том числе в реках Дали, Фицрой, Гилберт (река), Митчелл (река), Номанби, Орд, Пентекост (река), Рупер (река), Аллигатор (реки) и Уэнлок (река), Северная Австралия, а также в большинстве крупных тропических рек Южной Австралии. Скаты, обитающие в реке Флай, Новая Гвинея, также могут принадлежать к виду Himantura dalyensis. Эти донные рыбы встречаются на глубине 1—4 м. Большинство хвостоколов попадаются в воде с солёностью до 10 ‰, изредка их ловят в воде солёностью до 30 ‰.

## Описание
Грудные плавники этих скатов срастаются с головой, образуя плоский диск в виде яблока, ширина которого почти равна длине, передний край практически прямой. Заострённое короткое рыло выступает за края диска. Позади мелких глаз расположены брызгальца, которые превышают их по размеру. На вентральной поверхности диска расположены 5 пар жаберных щелей, рот и ноздри. Между ноздрями пролегает лоскут кожи с бахромчатым нижним краем. Рот изогнут в виде дуги, на дне ротовой полости в центре присутствуют 2 отростка, а также 2—3 мелких отростка в углах. Мелкие притуплённые зубы выстроены в шахматном порядке и образуют плоскую поверхность. Во рту имеется 37 верхних и 45 нижних зубных рядов. Длина маленьких брюшных плавников не превышает 1/5 ширины диска. Кнутовидный, сильно утончающийся к конику  хвост не менее чем в 2 раза длиннее диска. Кожные складки на хвостовом стебле отсутствуют. На дорсальной поверхности в центральной части хвостового стебля расположен тонкий шип, соединённый протоками с ядовитой железой.
Дорсальная поверхность диска плотно покрыта крошечными сердцевидными чешуйками, которые располагаются широкой полосой от области между глазами до хвоста. К краям чешуйки мельчают и приобретают зерновидную форму. В центральной части диска расположены 5 крупных чешуй копьевидной формы. Хвостовой стебель дорсально и вентрально покрыт чешуёй, наиболее крупные чешуйки расположены перед шипом. Окраска дорсальной поверхности диска ровного коричневого цвета. Хвост позади шипа темнее основного фона. Вентральная поверхность диска белая, по краям имеется тёмная окантовка с рваными краями, которые, превращаясь в пятнышки, усеивают брюхо. Верхняя половина глазного яблока белая  пятнышках, а нижняя  чисто белая. Максимальная зарегистрированная ширина диска 124 см. От Himantura polylepis Himantura dalyensis отличаются меньшими размерами, укороченным рылом и более узкой тёмной окантовкой вентральных краёв диска. Кроме того эти виды имеют морфологические и меристические различия.

## Биология
Рациона этих скатов в основном составляют ракообразные и мелкие рыбы. 
Подобно прочим хвостоколообразным Himantura dalyensis  относится к яйцеживородящим рыбам. Эмбрионы развиваются в утробе матери, питаясь желтком и гистотрофом.

## Взаимодействие с человеком
Himantura dalyensis не являются объектом целевого лова. Опасения вызывает субпопуляция, обитающая в реке Аллиготор из-за возможного загрязнения воды веществами, сопутствующими разработке урановых рудников. Данных для оценки Международным союзом охраны природы статуса сохранности вида недостаточно.